# Pietà (obraz El Greca z 1585)
Pietà – obraz hiszpańskiego malarza pochodzenia greckiego Dominikosa Theotokopulosa, znanego jako El Greco.
Temat opłakiwania zmarłego Chrystusa zaczerpnięty z Nowego Testamentu był kolejnym po motywie zdjęcia z krzyża najczęściej przedstawianym epizodem z życia i męczeńskiej śmierci Chrystusa.

## Opis obrazu
El Greco po namalowaniu pierwszej Piety w 1576 roku, gdzie odszedł od tradycyjnej ilości postaci pod krzyżem i dodatkowo zmienił układ kompozycyjny powszechnie przyjęty w sztuce, powrócił do tradycyjnego ujęcia tematu. W kompozycji obrazu, w gestach i postaciach widać wyraźnie odniesienia do wzorców włoskich. Postać Chrystusa przypomina dzieła Michała Anioła a wizerunek Marii Magdaleny nosi cechy malarstwa weneckiego. Na twarzach kobiet widać wielki ból z powodu śmierci Chrystusa, ale jest to ból powściągliwy, kontrolowany. Maria obejmuje syna i patrzy na bladą twarz Jezusa, gdy Magdalena trzyma jego dłoń choć jej smutny wzrok ucieka gdzieś w dal.
Obraz znajduje się w prywatnej Stavros Niarchos Collection; został zakupiony za kwotę 104 mln franków szwajcarskich.